# Lääne kontrakt
Lääne kontrakt (estniska: Lääne praostkond) är ett kontrakt inom den Estniska evangelisk-lutherska kyrkan.

## Församlingar
- Hanila församling
- Hapsals församling
- Karuse församling
- Kirbla församling
- Kullamaa församling
- Lihula församling
- Lääne-Nigula församling
- Martna församling
- Mihkli församling
- Märjamaa församling
- Nuckö församling
- Ormsö församling
- Neve församling
- Piirsalu församling
- Ridala församling
- Varbla församling

### Tidigare församlingar
- Vigala församling, tillhör numera Pärnu kontrakt.